# Fran Drescher
Fran Drescher, właśc. Francine Joy Drescher (ur. 30 września 1957 w Nowym Jorku) – amerykańska aktorka, producentka filmowa i scenarzystka, znana szerszej publiczności z roli niani Fran Fine z sitcomu CBS Pomoc domowa (1993–1999).

## Wczesne lata
Urodziła się w Kew Gardens Hills, w nowojorskim Queens w rodzinie żydowskiej jako córka Sylvii (z domu Rosenberg, konsultantki ślubnej) i Morty’ego Dreschera (analityka systemów morskich). Jej prababka ze strony matki Yetta urodziła się w Fokszanach, w Rumunii i wyemigrowała do Stanów Zjednoczonych, zaś rodzina jej ojca pochodziła z Polski. Fran dorastała ze starszą siostrą Nadine.

## Kariera
W 1973 wystartowała w konkursie Miss Nastolatek Nowego Jorku. Po ukończeniu Parsons Junior High, uczęszczała do Hillcrest High School w Jamaica, w Queens, którą ukończyła w 1975. Uczyła się też w Queens College.
Debiutowała w niewielkiej roli tancerki Conie w dramacie muzycznym Johna Badhama Gorączka sobotniej nocy (Saturday Night Fever, 1977) z Johnem Travoltą. W 1993 zaczęła odgrywać główną rolę niani w serialu Pomoc domowa, którego była również scenarzystką i producentką.
W kwietniu 2005 miała miejsce premiera serialu Nowe życie Fran (2005-2006), nawiązującym luźno do Pomocy domowej.
W latach 2011–2013 emitowany był kolejny serial Szczęśliwi rozwodnicy inspirowany wątkami autobiograficznymi (rozwodem z pierwszym mężem).
Popularność Pomocy domowej doprowadziła do powstania lokalnych wersji serialu w kilkunastu krajach świata. W Polsce był to emitowany w TVN serial Niania. 10 października 2008 Drescher spotkała się w Warszawie z odtwórczynią roli polskiej niani, Frani Maj, Agnieszką Dygant.

## Życie osobiste
Fran Dresher poznała przyszłego męża Petera Jacobsona w szkole średniej. Pobrali się 4 listopada 1978, po czym przeprowadzili do Los Angeles.
W styczniu 1985 dwaj uzbrojeni w broń palną mężczyźni włamali się do ich domu, obezwładnili męża Drescher, następnie zgwałcili aktorkę i obecną w tym czasie w domu jej przyjaciółkę oraz ukradli znalezione kosztowności.
W 1996 Jacobson i Drescher byli w separacji i finalnie rozwiedli się 15 grudnia 1999 po coming oucie jej męża. Para nie miała dzieci.
21 czerwca 2000 Drescher został przyjęta z późnym rozpoznaniem raka macicy do szpitala Cedars-Sinai Medical Center w Los Angeles w Kalifornii, po dwóch latach błędnego diagnozowania przez ośmiu lekarzy. Musiała przejść natychmiastową radykalną histerektomię w celu leczenia choroby. Na kanwie swoich doświadczeń w leczeniu raka napisała książkę Cancer Schmancer. 21 czerwca 2007, w siódmą rocznicę swojej operacji, Drescher zainicjowała działalność organizacji non-profit Cancer Schmancer Movement, zajmującej się diagnozowaniem raka u kobiet w jak najwcześniejszym stadium.
We wrześniu 2014 poślubiła lekarza hinduskiego pochodzenia, Shivę Ayyaduraia. Para rozstała się w 2016.
Na stałe mieszka w Malibu w Kalifornii.

## Filmografia
- 2011 – Szczęśliwi rozwodnicy jako Fran Lovett zd. Newman
- 2005 – Nowe życie Fran (Living with Fran) jako Fran Reeves
- 2005 – Santa's Slay jako Virginia
- 2003 – Urocza dziewczyna (Beautiful Girl) jako Amanda Wasserman
- 2002–2004 – Dzień dobry, Miami (Good Morning, Miami) jako Roberta Diaz
- 2000 – Kid Quick jako Kerry
- 2000 – Dar z nieba (Picking up the Pieces) jako Siostra Frida
- 1997 – Piękna i Borys Bestia (The Beautician and the Beast) jako Joy Miller
- 1996 – Jack jako Dolores D.D Durante
- 1994 – Car 54, Where Are You? jako Velma Velour
- 1993 – Masakra w centrum handlowym (Without Warning: Terror in the Towers) jako Rosemarie Russo
- 1993–1999 – Pomoc domowa (The Nanny) jako Fran Fine-Sheffield
- 1992 – We're Talking Serious Money jako Valerie
- 1991 – Princesses jako Melissa Kirshner
- 1990 – Wedding Band jako Veronica
- 1990 – Sprzedawca cadillaków (Cadillac Man) jako Joy Munchack
- 1989 – What's Alan Watching Now? jako Gail Hoffstetter
- 1989 – It Had to Be You
- 1989 – Kawał kina (The Big Picture) jako Polo Habel
- 1989 – UHF jako Pamela Finklestein
- 1988 – Rockendrolowa mama (Rock 'n' Roll Mom) jako Jody Levin
- 1986 – Charmed Lives jako Joyce Columbu
- 1984 – Hotel "Pod Pączkiem Róży" (The Rosebud Beach Hotel) jako Linda
- 1984 – Young Lust
- 1984 – Oto Spinal Tap (This Is Spinal Tap) jako Bobbi Flekman
- 1983 – Doctor Detroit jako Karen Blittstein
- 1981 – Ragtime jako Mameh
- 1980 – Gorp jako Evie
- 1980 – The Hollywood Knights jako Sally
- 1978 – Obcy w naszym domu (Stranger in Our House) jako Carolyn
- 1978 – American Hot Wax jako Sheryl
- 1977 – Gorączka sobotniej nocy (Saturday Night Fever) jako Connie

## Publikacje książkowe
- 1996 – Enter Whining, Harpercollins Verlag, ISBN 0-06-039155-3.
- 2002 – Cancer Schmancer, ISBN 0-446-53019-0.